# الوزارة المكلفة بالمغاربة المقيمين بالخارج وشؤون الهجرة
الوزارة المكلّفة المغاربة المقيمين بالخارج وشؤون الهجرة (بالأمازيغية: ⵜⴰⵎⴰⵡⴰⵙⵜ ⵉⵜⵜⵓⵙⵎⴰⴳⵍⵏ ⵙ ⵉⵎⵖⵔⴰⴱⵉⵢⵏ ⵉⵣⴷⵖⵏ ⴳ ⵜⵎⵉⵣⴰⵔ ⵏ ⴱⵕⵕⴰ ⴷ ⵜⵖⴰⵡⵙⵉⵡⵉⵏ ⵏ ⵜⵣⵡⴰⴳⵜ) هي وزارة مغربية مكلّفة بإعداد وتنفيذ السياسات الحكومية المتعلقة بكل من المغاربة المقيمين في الخارج والمهاجرين بالمغرب بتنسيق مع القطاعات الوزارية والمؤسسات المعنية داخل المغرب وخارجه، وتتولى مهمة تقوية التضامن والنهوض بالعمل الاجتماعي لفائدة مغاربة العالم والحفاظ على الهوية المغربية وتوطيدها، وكذا تيسير الاندماج في دول الإقامة وتمثيل الحكومة لدى المنظمات غير الحكومية وفي الملتقيات الدولية المعنية بشؤون الهجرة، إضافة إلى اتخاذ التدابير اللازمة لتيسير اندماج المهاجرين واللاجئين المقيمين في المغرب. تأسست الوزارة في 10 أكتوبر سنة 2013 خلال تعيين حكومة بنكيران الثانية ويترأسها حالياً أنيس بيرو.

## الهيكل التنظيمي
إضافة إلى ديوان الوزير، تشتمل الوزارة المكلفة بالمغاربة المقيمين بالخارج وشؤون الهجرة على إدارة مركزية ومصالح لاممركزة، وتتألف الإدارة المركزية من:
- كتابة عامة
- مفتشية عامة
- مديرية شؤون الهجرة
- مديرية العمل الاجتماعي والثقافي والتربوي والشؤون القانونية
- مديرية التعاون والدراسات والتنسيق القطاعي
- مديرية التواصل وتعبئة كفاءات مغاربة العالم
- مديرية الموارد البشرية والمالية ونظم المعلومات

## روابط خارجية
- مجلس الجالية المغربية بالخارج
- مؤسسة الحسن الثاني للمغاربة المقيمين بالخارج